# Font de la Vila (Vilaplana)
La Font de la Vila és una font de Vilaplana (Baix Camp) protegida com a Bé Cultural d'Interès Local.

## Descripció
Font de pedra ben tallada, la construcció té forma rectangular. A la part inferior hi surt un broc força senzill que aboca l'aigua en una pica cavada a terra. A la part superior hi ha una portella que permet accedir dins la cisterna.
En el broc hi ha la inscripció 1686 data en què es degué fer la font. Fins que no hi va haver aigua corrent, els habitants de Vilaplana hi anaven a buscar aigua.